# Док, Клемент Мартин
Кле́мент Ма́ртин Док (редко встречается более правильная передача Доук) (англ. Clement Martyn Doke) (16 мая 1893—1980) — южноафриканский лингвист, африканист, один из крупнейших специалистов по языкам банту первой половины XX века. Док прекрасно знал многие языки Африки и был сторонником «бантуской грамматики для языков банту», то есть отхода от европоцентризма. Система Дока стала стандартной для описания языков банту в ЮАР, хотя её критиковали за невнимание к достижениям тогдашней лингвистики и неприменимость к языкам другого строя.
Отец Дока был миссионером, и сам Док довольно рано стал много ездить по Южной Африке. В 1923 году он отправился в Ламбаленд (в Северной Родезии).
Док опубликовал множество описательных и прескриптивных работ по языкам Южной Африки и вообще языкам банту, занимался сравнительной грамматикой и историей бантуистики. Долгое время работал в Университете Витватерсранда (с 1923 по 1953 год). Доку принадлежат подробные описания щёлкающих звуков в банту и койсанских языках, для которых он придумал буквенные обозначения.
Док также разрабатывал практические орфографии для многих языков (так, он предложил новое правописания для шона и сесото), которые, однако далеко не всегда принимались властями.
Среди важнейших трудов Дока — его подробнейшая грамматика зулу (Text-book of Zulu grammar, 1947) и словарь, составленный совместно с зулусским поэтом и учёным Бенедиктом Вилакази (1948). Работая над библиографией по бантуистике, Док попутно предложил новую классификацию южных языков банту (зоны S по Гасри), оказавшуюся наиболее адекватной и до сих пор общепринятую. Кроме того, Док был создателем одной из авторитетных классификаций всех языков банту, весьма популярной до появления классификации Гасри.

## Основные труды
- Bantu linguistic terminology. London; New York: Longmans, Green, 1935.
- Text-book of Lamba grammar. London, 1938.
- Outline grammar of Bantu. Johannesburg: University of the Witwatersrand, 1943.
- Bantu: Modern grammatical, phonetical and lexicographical studies since 1860. London, 1945.
- Text-book of Zulu grammar. Johannesburg: Witwatersrand University Press, 1947
- Zulu-English Dictionary. Johannesburg: Witwatersrand University Press, 1948. (with Benedict Wallet Vilakazi)
- The Southern Bantu languages. London; New York: Oxford University Press, 1954.
- Contributions to the history of Bantu linguistics. Johannesburg: Witwatersrand University Press, 1961. (with D. T. Cole)

В русском переводе была опубликована одна работа Дока:
- Языки банту, флективные с тенденцией к агглютинации // Д. А. Ольдерогге (ред.). Африканское языкознание: Сб. статей. М., 1963, с. 189—227.